# Turris spectabilis
Turris spectabilis é uma espécie de gastrópode do gênero Turris, pertencente a família Turridae.